# Mark Cardinal
Mark E. Cardinal (Victoria, 5 de mayo de 1961) es un ex–jugador canadiense de rugby que se desempeñaba como hooker.

## Selección nacional
Fue convocado a los Canucks por primera vez en noviembre de 1986 para enfrentar a las Águilas y disputó su último partido en octubre de 1999 ante los Welwitschias. En total jugó 35 partidos y marcó tres tries (13 puntos por aquel entonces).

### Participaciones en Copas del Mundo
Disputó tres Copas del Mundo: Nueva Zelanda 1987 donde los Canucks fueron eliminados en fase de grupos, aquí Cardinal marcó su único try en el torneo; ante el XV del Trébol. Ocho años más tarde, en Sudáfrica 1995; los Canucks no pudieron avanzar a cuartos de final y en Gales 1999 ocurrió lo mismo. En total jugó siete partidos y anotó un try.
| Mundial                       | Sede          | Resultado    | PJ | Tries |
| ----------------------------- | ------------- | ------------ | -- | ----- |
| Copa Mundial de Rugby de 1987 | Nueva Zelanda | Primera fase | 2  | 1     |
| Copa Mundial de Rugby de 1995 | Sudáfrica     | Primera fase | 2  | 0     |
| Copa Mundial de Rugby de 1999 | Gales         | Primera fase | 3  | 0     |